# Боєр 164
Боєр 164 (англ. Boyer 164) — індіанська резервація в Канаді, у провінції Альберта, у межах спеціалізованого муніципалітету Маккензі.

## Населення
За даними перепису 2016 року, індіанська резервація нараховувала 218 осіб, показавши зростання на 2,3%, порівняно з 2011-м роком. Середня густина населення становила 5,2 осіб/км².
З офіційних мов обидвома одночасно не володів жоден з жителів, тільки англійською — 220. Усього 15 осіб вважали рідною мовою не одну з офіційних, з них усі — одну з корінних мов.
Працездатне населення становило 42,9% усього населення, рівень безробіття — 41,7%.

## Клімат
Середня річна температура становить -0,7°C, середня максимальна – 21,4°C, а середня мінімальна – -28,3°C. Середня річна кількість опадів – 387 мм.
| Клімат поселення                              | Клімат поселення | Клімат поселення | Клімат поселення | Клімат поселення | Клімат поселення | Клімат поселення | Клімат поселення | Клімат поселення | Клімат поселення | Клімат поселення | Клімат поселення | Клімат поселення | Клімат поселення |
| Показник                                      | Січ.             | Лют.             | Бер.             | Квіт.            | Трав.            | Черв.            | Лип.             | Серп.            | Вер.             | Жовт.            | Лист.            | Груд.            |                  |
| Середній максимум, °C                         | −15,08           | −10,19           | −2,94            | 8,88             | 16,43            | 21,39            | 21,17            | 19,25            | 13,49            | 6,10             | −6,21            | −15,34           |                  |
| Середня температура, °C                       | −21,7            | −16,82           | −9,58            | 2,21             | 9,78             | 14,76            | 16,90            | 14,97            | 9,20             | 1,82             | −10,51           | −19,62           |                  |
| Середній мінімум, °C                          | −28,3            | −23,46           | −16,2            | −4,4             | 3,16             | 8,14             | 12,63            | 10,70            | 4,96             | −2,43            | −14,78           | −23,9            |                  |
| Норма опадів, мм                              | 21               | 18               | 19               | 17               | 35               | 52               | 66               | 55               | 35               | 26               | 23               | 20               |                  |
| Середньомісячна швидкість вітру, м/с          | 2.60             | 2.80             | 3.00             | 3.20             | 3.30             | 3.10             | 2.70             | 2.80             | 3.10             | 3.20             | 2.80             | 2.50             |                  |
| Середньомісячна сонячна радіація, кДж/м²·день | 1921             | 4984             | 10715            | 16688            | 20618            | 22086            | 20934            | 16605            | 10486            | 5330             | 2222             | 1236             |                  |
| --------------------------------------------- | ---------------- | ---------------- | ---------------- | ---------------- | ---------------- | ---------------- | ---------------- | ---------------- | ---------------- | ---------------- | ---------------- | ---------------- | ---------------- |
| Джерело:                                      |                  |                  |                  |                  |                  |                  |                  |                  |                  |                  |                  |                  |                  |